# Cincinnati Comellos 1937-1938
La stagione 1937-38 dei Cincinnati Comellos fu l'unica nella NBL per la franchigia.
I Cincinnati Comellos cominciarono la stagione come Richmond King Clothiers, prima di trasferirsi a campionato in corso. Arrivarono quinti nella Western Division con un record di 3-7, non qualificandosi per i play-off.

## Roster
| N° | Naz.                   | Ruolo | Sportivo      | Anno | Alt. | Peso |
| -- | ---------------------- | ----- | ------------- | ---- | ---- | ---- |
|    | Stati Uniti (bandiera) | G     | Leo Sack      | 1914 | 173  | 66   |
|    | Stati Uniti (bandiera) | A     | Ken Jordan    | 1912 | 188  | 82   |
|    | Stati Uniti (bandiera) | AC    | Carl Austing  | 1910 | 193  | 82   |
|    | Stati Uniti (bandiera) | GA    | John Wiethe   | 1912 | 183  | 90   |
|    | Stati Uniti (bandiera) | A     | Stan Arnzen   | 1914 | 180  | 77   |
|    | Stati Uniti (bandiera) | G     | Joe Kruse     | 1914 | 188  | 91   |
|    | Stati Uniti (bandiera) | C     | Norm Wagner   | 1912 | 196  | 91   |
|    | Stati Uniti (bandiera) | G     | Gene Mechling | 1909 | 185  | 98   |
|    | Stati Uniti (bandiera) | A     | Frank Shamel  | 1912 | 183  | 91   |
|    | Stati Uniti (bandiera) | G     | Harold Bower  | 1912 | 178  | 75   |
|    | Stati Uniti (bandiera) | C     | Earl Thomas   | 1915 | 193  | 93   |
|    | Stati Uniti (bandiera) | GA    | Loren Wright  | 1917 |      |      |
|    | Stati Uniti (bandiera) | A     | Junior Saffer | 1918 |      |      |
|    | Stati Uniti (bandiera) |       | Sanders       |      |      |      |

## Staff tecnico
Allenatori: Bob McConachie (1-4), John Wiethe (2-3)